# 山家神社

山家神社の神紋（左三つ巴）

山家神社（やまがじんじゃ）は、長野県上田市真田町にある神社。
四阿山頂上よりの「水分神」の御神徳から「白山大権現」と称し、上田城鬼門除の神として広く信仰される。
主祭神は大国主神・伊邪那美命・菊理媛神、相殿神は神八井耳命と日本武尊。
境内には真田三代（真田幸隆・真田昌幸・真田信之・真田信繁）を祀っている真田神社があり、真田氏の唯一公認の真田神社である。

## 歴史
- 創建年は不明。
- 718年（養老2年） – 奥宮を四阿山絶頂に奉遷。
- 857年（天安元年） – 6月16日 (旧暦) 暴風雨洪水で社殿が崩壊。現在の地に遷った。
- 1600年（慶長5年） - 9月 兵火にかかり全焼。
- 1601年（慶長6年） - 真田信之が再建。
- 1873年（明治6年） - 郷社に指定される。
- 1887年（明治20年） - 真田大火の類焼で全焼。
- 1888年（明治21年） - 再建。
- 1907年（明治40年） - 神饌幣帛料供進社の指定を受ける。
- 1930年（昭和5年） - 県社に昇格[1]
- 2020年（令和2年）9月12日 - 130年ぶりに真田の仕掛け花火をクラウドファンディングによる出資を受けて再興。

## 真田神社について
真田氏は、領主として善政を敷き、治山治水を良く行い、領民を大切にした。子孫は遺徳を継ぎ、火事を免れた資料等を残した。
その神霊を慰め、地域の鎮護とする為、遺臣北澤金平や地域住民を中心に有志らが集まり、松代真田家や県知事の許可を経て、真田一族発祥の地である真田の里に真田神社を創建した。
創立趣意書には「永世祭祀シテ　以テ其神霊ヲ無窮ニ慰メ　其威徳ヲ後世ニ輝カサント欲ス」とある。

### 歴史
- 1884年（明治17年） - 真田氏十代真田幸民（松代藩主）より許可を受けて、翌年出願。
- 1886年（明治19年） - 県知事から認可を受け、県下はもとより真田氏に縁故の深い大阪などからも建設資金を仰ぎ、創建。
- 1887年（明治20年） - 真田大火の類焼で全焼。
- 1888年（明治21年） - 10月15日 本殿、祝詞殿再建。
- 1895年（明治28年） - 10月初旬、拝殿が完成。
- 1919年（大正8年） -  創建当時は2023年（令和5年）現在の神社から、南に100ｍほど離れた場所にあったが、経済状況の悪化によって修復を行うことができず、真田氏崇敬の山家神社境内に遷された。
- 1950年（昭和25年） - 旧・長村関係の戦没者を合祀。